# 亞太創意技術學院
亞太學校財團法人亞太創意技術學院（簡稱亞太學院）是位於臺灣苗栗縣頭份市珊珠湖中港溪畔的技術學院。1988年成立時為「親民工業專科學校」，2004年改制為技術學院，2010年8月12日改名為「亞太創意技術學院」，2011年全銜變更為現名，2018年停招，2019年6月20日中華民國教育部行文停辦，校園預計將由國家科學及技術委員會新竹科學園區管理局承接，輔導轉型成新竹科學園區的科技創新研發基地。

## 歷史
- 1985年，籌備親民工業專科學校。
- 1988年5月25日，親民工業專科學校完成立案，開始招生，設有五年制機械工程科、電機工程科、電子工程科及化學工程科。
- 1991年，增設工業工程與管理科。
- 1992年，增設國際貿易科，更名為親民工商專科學校。
- 1994年8月，增設資訊管理科。
- 1995年8月，增設企業管理科、應用外語科。
- 1999年8月，增設視覺傳達設計科。
- 2000年8月，五專停止招生化學工程科，增設五專電子材料科。
- 2001年，成立親民技術學院籌備處，開始籌備改制技術學院之事宜。增設二專進修專科學校化學工程科及化妝品應用與管理科。
- 2003年，增設日間二專部化粧品應用與管理科及幼兒保育科及環境工程科，專科進修學校增設應用外語科及視覺傳達設計科及幼兒保育科。
- 2004年，奉准改制為親民技術學院。日間二技部增設電機工程系、電子工程系、冷凍空調系，五專部全面停止招生。
- 2005年，增設日間四技部數位媒體設計系；日間二技部增設幼兒保育系、環境工程系。增設二年制進修學院電子工程系，電機工程系，冷凍空調系。
- 2006年，增設日間四技部資訊科技系、管理科學系。進修專校停止招生國際貿易科，冷凍空調科。增設二技進修學院環境工程系，管理科學系，幼兒保育系，應用外語系，經營管理系。企業管理科更名經營管理科。
- 2007年，增設日間四技部視覺傳達設計系、數位媒體設計系、生活產品設計系、休閒保健系、觀光與休閒事業管理系。冷凍空調系併入機電科技系為機電科技系冷凍空調組。停招應用外語系、環境與安全衛生工程系。管理科學系改名工業工程與管理系。資訊科技系改名資訊管理系。進修專校停止招收化學工程科。
- 2008年，增設生物技術系。觀光與休閒事業管理系、經營管理系、資訊管理系與工業工程與管理學系，組成管理學群。
- 2009年，向教育部申請改名「台灣創意學院」，但教育部要求加入「技術」二字，該校重新提報「台灣創意技術學院」與「亞太創意技術學院」兩個新校名。停招電機工程系。休閒保健系改名休閒運動保健系。
- 2010年8月12日，獲教育部核准改名為亞太創意技術學院。停招電子工程系與機電科技學系冷凍空調組。資訊管理系改名多媒體與電腦娛樂科學系、經營管理系改名餐旅行銷管理系、幼兒保育系改名兒童與家庭服務系、生活產品設計系改名創意生活設計系、生物技術系改名保健營養生技系。增設創新與創業管理系、多媒體與遊戲發展科學系（設有多媒體設計組與遊戲設計組）、數位科技設計系、生活服務產業系。生活應用學群改名時尚生活學群、設計學群改名創意設計學群、工程學群改名數位娛樂學群、管理學群改名觀光餐旅學群。
- 2011年，學校全銜變更為亞太學校財團法人亞太創意技術學院。多媒體與遊戲發展科學系取消多媒體設計組與遊戲設計組之分組、數位媒體設計系分設動漫藝術組、流行音樂組、影視傳媒組之分組。
- 2012年，增設文化創意設計研究所，停招多媒體與電腦娛樂科學系。
- 2013年，增設茶陶創意研究所[1]。數位媒體設計系流行音樂組與數位媒體設計系影視傳媒組合併為數位媒體設計系流行音樂與影視傳播組。創意生活設計系改名陶瓷創意設計系。化妝品應用系改名時尚美容造型設計系。
- 2014年，停招多媒體與遊戲發展科學系、餐旅行銷管理系。觀光與休閒事業管理系改名觀光餐旅系。
- 2015年，停招生活服務產業系、時尚美容造型設計系。
- 2016年，停招保健營養生技系、兒童與家庭服務系。新設茶業技術應用系。9月，由保全本業的怡盛集團出資入主亞太董事會，怡盛集團董事長黃平璋接任董事會董事長一職。12月，宣布將申請改名懷德創新技術學院[2][3]，既有科系僅保留觀光餐旅系，原茶業技術應用系將與陶瓷創意設計系合併為茶陶創意設計系[4]，並申請新設物業管理、建物安全科技、航空人員技術等系。
- 2017年，停招視覺傳達設計系、數位媒體設計系、休閒運動保健系、數位科技設計系、茶業技術應用系、寵物美容學士學位學程、工業與工程管理科、電機工程科、陶瓷創意設計科等[5][6]，由於停招科系過多，開始引發師生的惶恐[7]。
- 2017年3月，教育部發函亞太技術學院，要求於4月28日前提出有效改善計畫，若改善計畫無法達標，將勒令全面停招[8]。6月21日，教育部認為該校資金已到位，且改善計畫已獲審議通過，因此可以繼續招生。茶陶創意研究所、陶瓷創意設計系整併為茶陶創意設計系暨碩士班。
- 2018年6月10日，董事會決議於7月31日停辦，協助300餘名學生轉至他校就讀，全案送交教育部審核，將可能成為繼高美醫護管理專科學校後第二所於2018年退場的大專院校[9]。
- 2018年6月23日，舉辦該校最後一屆畢業生畢業典禮。[10]
- 2018年6月26日，教育部技職司長楊玉惠承諾亞太不會在還有學生的狀態下停辦，董事會決議停招。
- 2019年6月20日，教育部發文命該校自108學年度起停辦。[11]

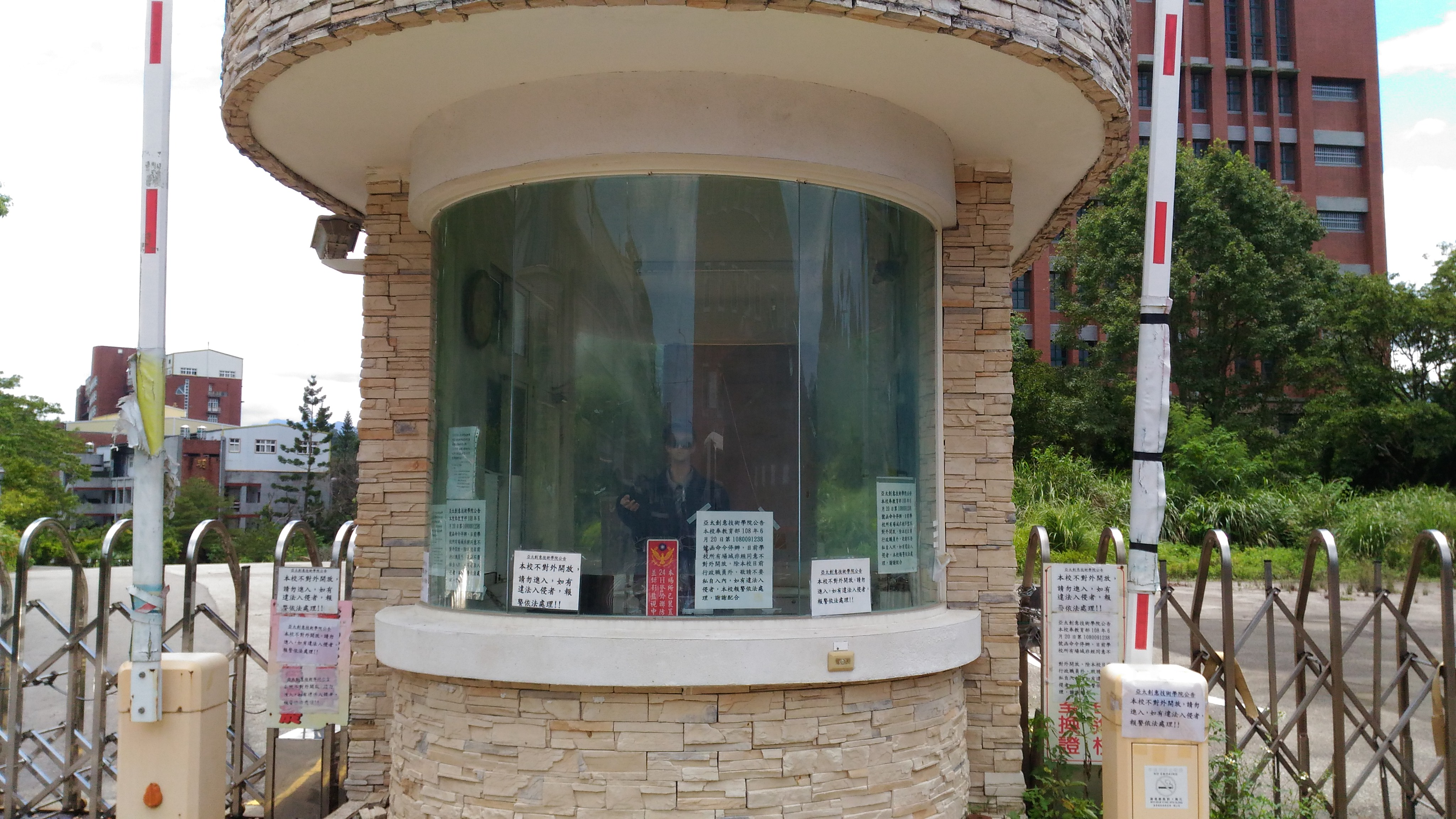
停辦後放置假人的警衛室

- 2020年10月，據媒體報導，學校停辦後，校園荒廢，雜草叢生，門口警衛室的保全人員以假人充當，更被竊賊入侵行竊。[12]

## 歷任校長
親民工商專科學校
| 任別 | 姓名   | 任期           |
| ---- | ------ | -------------- |
| 1    | 王純粹 | 1988年－1989年 |
| 2    | 許成之 | 1991年－1993年 |
| 3    | 馬登雲 | 1993年－1994年 |
| 4    | 黃天中 | 1994年－1996年 |
| 5    | 連錦杰 | 1996年－1998年 |
| 6    | 陳錦章 | 1999年－2000年 |
| 7    | 張晴生 | 2000年－2001年 |
| 8    | 楊肇政 | 2001年－2002年 |
| 9    | 劉紹文 | 2002年－2004年 |

親民技術學院
| 姓名   | 任期           |
| ------ | -------------- |
| 劉紹文 | 2004年－2010年 |

亞太創意技術學院
| 任別 | 姓名   | 任期             |
| ---- | ------ | ---------------- |
| 1    | 劉紹文 | 2010年－2017年   |
| 2    | 高永光 | 2017年-2018年6月 |

## 教學單位
| 教學單位 | 文化創意設計研究所 | 茶陶創意設計系暨碩士班 | 觀光餐旅系                                                          |
| 教學單位 | 時尚美容造型設計系 | 兒童與家庭服務系(科)   | 通識教育中心 人文社會組 藝文學術組 自然科學組 體育活動組 英國語文組 |

## 外部連結
- 亞太創意技術學院